# Eagle (Bar)

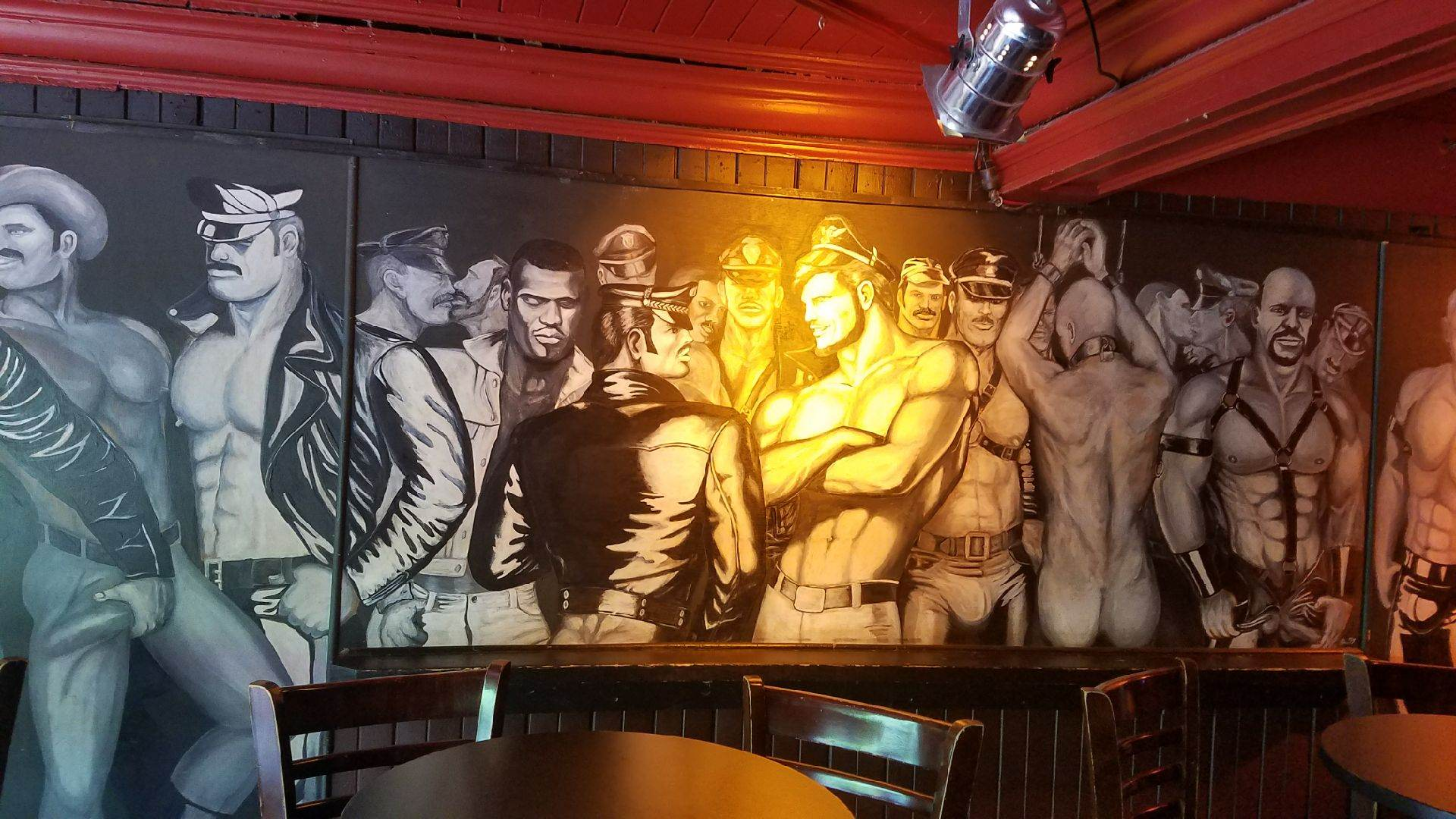
Interior of the Black Eagle, an Eagle bar in Montreal, Canada

Eagle ist ein Name, der von etlichen Schwulenbars weltweit verwendet wird. Es handelt sich hierbei nicht um Franchising, sondern der Name wurde von eigenständigen Bars gewählt, die von The Eagle’s Nest, einer Lederbar in New York City inspiriert worden sind. Bars, welche den Namen „Eagle“ tragen, richten sich üblicherweise an homosexuelle Männer der Lederszene. Im Jahr 2017 wurden mehr als 30 Schwulenbars an unterschiedlichen Orten auf der ganzen Welt unter dem Namen „Eagle“ betrieben.

## Geschichte
Die erste Schwulenbar, welche unter dem Namen "The Eagle" betrieben wurde, war The Eagle’s Nest (heute Eagle NYC) in New York City. Die Bar war ursprünglich ein Lokal für Hafenarbeiter und wurde 1931 unter dem Namen Eagle Open Kitchen eröffnet.
Aufgrund der Stonewall-Unruhen im Jahr 1969 und dem darauf folgenden Wachstum der Schwulenszene, wandelten die damaligen Besitzer das Lokal 1970 in eine Schwulenbar um The Eagle's Nest wurde ein beliebter Treffpunkt für die schwule Lederszene, Motorradgruppen und Sportclubs der Stadt und so entwickelten sich ähnliche Schwulenbars quer durch die USA und weltweit.
Schwulenbars, die den Namen „Eagle“ verwenden, agieren als unabhängige Unternehmen und werden nicht von einer zentralen Stelle, wie ein Franchise oder eine Ladenkette verwaltet. Vielmehr eint die Eagle-Bars typischerweise, dass die Gäste hauptsächlich homosexuelle Männer aus der Lederszene sind. Dies gilt jedoch nicht für alle Eagle-Bars. Eagle London wurde zum Beispiel zwar als Lederbar gegründet, aber wendet sich heute an alle Mitglieder der LGBT-Community, während Eagle Tokyo sich selbst als Bar im „Brooklyn-Stil“ beschreibt, die sich an die schwule Bärenszene wendet. Einige Eagle-Bars hatten in der Vergangenheit eine strikte Kleiderordnung (dresscode), die darauf bestand, dass die Gäste in Lederkleidung erscheinen. NBC News berichtete 2017, dass diese Anforderungen aufgrund des gesellschaftlichen Wandels und auch wirtschaftlichen Gründen oftmals gelockert wurden.

## Liste Eagle bars
| Name                | Bild | Stadt            | Land           | Eröffnungsjahr | Schließung | Nachweise   |
| ------------------- | ---- | ---------------- | -------------- | -------------- | ---------- | ----------- |
| Atlanta Eagle       |      | Atlanta          | United States  | 1987           | 2020       | [ 5 ] [ 6 ] |
| Baltimore Eagle     |      | Baltimore        | United States  | 1991           | –          | [ 7 ]       |
| Black Eagle         |      | Montreal         | Canada         | –              | –          | [ 8 ]       |
| Black Eagle         |      | Toronto          | Canada         | 1994           | –          | [ 9 ]       |
| DC Eagle            |      | Washington, D.C. | United States  | 1971           | 2020       | [ 10 ]      |
| –                   |      | Pittsburgh       | United States  | 1994           | 2012       | [ 11 ]      |
| –                   |      | Manchester       | United Kingdom | 2008           | –          | [ 12 ]      |
| Eagle Amsterdam     |      | Amsterdam        | Netherlands    | 1979           | –          | [ 13 ]      |
| Eagle Bolt Bar      |      | Minneapolis      | United States  | 1998           | –          | [ 14 ]      |
| Eagle Houston       |      | Houston          | United States  | 2014           | –          | [ 15 ]      |
| Eagle LA            |      | Los Angeles      | United States  | 2006           | –          | [ 16 ]      |
| Eagle London        |      | London           | United Kingdom | 2004           | –          | [ 3 ]       |
| Eagle NYC           |      | New York City    | United States  | 1970           | –          | [ 1 ]       |
| Eagle Portland      |      | Portland, Oregon | United States  |                | –          | [ 17 ]      |
| Eagle Stuttgart     |      | Stuttgart        | Germany        | 1989           | –          |             |
| Eagle Tokyo         |      | Tokyo            | Japan          | 2016           | –          | [ 18 ]      |
| Eagle Vienna        |      | Wien             | Austria        | –              | –          | [ 19 ]      |
| Eagle Wilton Manors |      | Wilton Manors    | United States  | –              | –          | [ 20 ]      |
| Milwaukee Eagle     |      | Milwaukee        | United States  | 1997           | 2001       | [ 21 ]      |
| –                   |      | New Orleans      | United States  | 1983           | –          | [ 22 ]      |
| San Francisco Eagle |      | San Francisco    | United States  | 1981           | –          | [ 23 ]      |
| Seattle Eagle       |      | Seattle          | United States  | 1980           | –          | [ 24 ]      |